# Монастырь Южный Шаолинь
Монастырь Южный Шаолинь (кит. 南少林寺, пиньинь Nán Shàolín Sì, палл. Нань Шаолинь Сы) – это имя монастыря в провинции Фуцзянь реальное существование и местоположения которого оспаривается. 

## История
Легенда о сожжении храма Южный Шаолинь появилась в эпоху поздней Цин и была записана в журнале для записей триады, последователей секты Тяньдихуэй, в провинции Гуандун.
Легенда гласит, что император Канси приказал, чтобы  монахи-воины монастыря пошли карательным походом на государство Силу 西鲁. После того, как монахи одержали победу, один из сановников-изменников ложно обвинил монастырь Южный Шаолинь в том, что монахи якобы планируют восстание против действующей власти. Узнав это, император Канси приказал уничтожить монастырь до основания, и солдаты восьмизнамённой армии совершили налет на храм и подожгли его.